# Scelioliria mariae
Scelioliria mariae är en stekelart som beskrevs av Juan Brèthes 1916. Scelioliria mariae ingår i släktet Scelioliria och familjen Scelionidae. Inga underarter finns listade i Catalogue of Life.